# حزب المحرر (البرازيل)
حزب المحرر (بالبرتغالية: Partido Libertador‏) كان حزبًا سياسيًا  في البرازيل كان موجودًا لفترتين بين عامي 1928 و1937 ثم بين عامي 1945 و1965. تم تأسيس أول تجسد للحزب من قبل أعضاء الحزب الفيدرالي في ريو غراندي دو سول ولا سيما جواكيم فرانسيسكو دي أسيس برازيل. على الرغم من كونه من المعارضين التقليديين للحزب الجمهوري، فقد شارك في جبهة غاوتشو المتحدة التي دعمت ترشيح جيتوليو فارجاس في انتخابات عام 1930. أيد ما يسمى بالثورة الليبرالية لعام 1930 التي أدت إلى الإطاحة بجمهورية فيلها ووصول فارغاس إلى الرئاسة. ألغي الحزب في عام 1937، بعد الانقلاب الذاتي الذي قام به فارغاس وتأسيس حقبة فارغاس.
أعيد تأسيس الحزب في عام 1945، بعد سقوط حقبة فارغاس. تركز بشكل أساسي في بامبا في ريو غراندي دو سول، ودعم النظام البرلماني لكنه لم يحقق نجاحًا انتخابيًا.
وقد ألغي من قبل النظام العسكري عام 1965، مثل جميع أحزاب تلك الحقبة.